# Erdélyi Nándor
Erdélyi Nándor (Jugoszlávia, 1971) szerbiai állampolgárságú magyar bűnöző, az ún. bolti sorozatgyilkos. Erdélyi budapesti üzletek alkalmazottait gyilkolta anyagi haszonszerzés reményében.
Erdélyi Nándor Jugoszláviában született, ahol Újvidéken élt, édesapja és édesanyja unokatestvérek voltak. Jugoszlávia széthullásának idején az országban tevékenykedő egyik félkatonai egységhez, Željko Ražnatović nacionalista szerb félkatonai alakulatához (Arkan Tigrisei) csatlakozott, erdődi táborukban harci kiképzésben részesült. Későbbi perének tanúi szerint Erdélyi beszámolt nekik arról, hogy részt vett a Jugoszlávia széthullását kísérő polgárháborús harcokban és ott több embert is megölt. 1993-ban Magyarországra költözött, ahol bűnözőként próbált megélni, sikertelenül. Már 1994-ben elítélték fegyveres rablásért és sikkasztásért, összesen négy év fegyházbüntetést kapott, mellékbüntetésként kiutasították Magyarországról. 1997. december 23-án került feltételesen szabad lábra, kiadatására a Határőrség kiskunhalasi szállásán kellett volna várakoznia. 1998. január 2-án eltávozott a határőrségtől és Budapestre ment. A fővárosban beszerzett egy Browning pisztolyt, amellyel a következő hetekben esti órákban a záráshoz készülődő alacsony forgalmú boltokat rabolt ki. 1998. január 17-én egy Rákóczi úti sportboltot támadott meg, az eladót agyonlőtte. A kasszában mindössze 1300 forintot talált. Február 3-án Csepelen támadott meg egy ruházati boltot. Ennek két eladónőjét agyonlőtte, a boltból 4000 forintot rabolt el. Alig egy nappal később egy villamossági boltot rabolt ki a ferencvárosi Kinizsi utcában; itt is a bolt alkalmazottja volt az áldozat. A három rajtaütés alkalmával Erdélyi mindössze 50 000 forintnyi összeget zsákmányolt.
Erdélyi Nándor ekkor sajátos játékba kezdett. Ferenc Nándor álnéven felkereste a Teve utcai rendőrpalotát és arról tájékoztatta a nyomozókat, hogy tudja ki a Fenyő-gyilkosság elkövetője. Többször is látogatást tett a rendőrségen és a Fenyő-gyilkosság elkövetőjének felismerése ürügyén a rendőrség nyilvántartásait nézegette. A rendőrök között zajló beszélgetésekből megpróbált információkat kiszűrni arról, hogy a rendőrök mit tudnak a bolti sorozatgyilkosról. A rendőrség ekkor még keveset tudott a bűncselekmény-sorozat elkövetőjéről. A csepeli kettős gyilkosság után a magyar rendőrök az FBI profilalkotóihoz fordultak. Az amerikai szakemberek által megrajzolt profil szerint a bolti gyilkos 30 év körüli férfi, aki valószínűleg keresni fogja majd a kapcsolatot a rendőrökkel. A rendőrség ekkor sejtette meg a hozzájuk gyakran bejáró Erdélyi és a bolti gyilkos közötti azonosságot; arra is rájöttek, hogy Erdélyi börtönviselt, körözik és kapcsolható a rablások helyszíneihez. Ekkor Erdélyi szökni próbált, de március 4-én a határ közelében elfogták. Meghallgatása során a gyilkosságokat előbb elismerte, majd tagadta.
Erdélyi ügyében első fokon a Fővárosi Bíróság hozott ítéletet. A 2000 novemberében lezárult perben mindössze a csepeli kettős gyilkosságot tudták rábizonyítani, mert kabátján megtalálták az üzletben összetört üvegtábla szilánkjait. A Rákóczi úti és a Kinizsi utcai gyilkosság elkövetését bizonyíték hiányában nem rótták fel neki. Az elsőfokú ítéletben 23 év szabadságvesztésre ítélték. Hamarosan azonban újabb információk jutottak el a hatóságokhoz: Erdélyi 1998 telén egy albérletben lakott, de a bérleti díjjal elmaradásban volt, amit főbérlője a Kinizsi utcai gyilkosság estéjén szemére is vetett neki. Ekkor Erdélyi az albérletből eltávozott, majd nemsokára visszajött, kifizette a bérleti díjat és főbérlőjét egy étteremben gavallér módon meg is vendégelte. A Legfelsőbb Bíróság az új vallomások ismeretében elsőfokú ítéletet nem kellően megalapozottnak minősítette és elrendelte a per újratárgyalását. A 2003-as újratárgyalás során a bolti sorozatgyilkost mind a négy gyilkosság elkövetésében bűnösnek találták és életfogytig tartó szabadságvesztéssel büntették. A bíróság bizonyítéknak tekintette, hogy kihallgatása során Erdélyi olyan információkat is átadott, amelyeket csak az elkövető tudhatott. A bolti sorozatgyilkos persorozata végül 2004-ben zárult le, amikor a Fővárosi Ítélőtábla helybenhagyta az első fokon kirótt életfogytiglani szabadságvesztést. Az ítélet szerint Erdélyi legkorábban 2029-ben szabadulhat.